# Пам'ятки монументального мистецтва Чорнухинського району
У Чорнухинському районі Полтавської області нараховується 5 пам'яток монументального мистецтва.
| # | назва                                            | адреса                           |
| - | ------------------------------------------------ | -------------------------------- |
| 1 | Пам'ятник-бюст Г. С. Сковороді                   | смт Чорнухи, меморіальна садиба  |
| 2 | Пам'ятник-бюст академіку І. П. Павлову           | смт Чорнухи, на подвір'ї лікарні |
| 3 | Пам'ятник Герою Радянського Союзу В. А. Мележику | с. Білоусівка                    |